# Euphorbia mertonii
Euphorbia mertonii là một loài thực vật có hoa trong họ Đại kích. Loài này được Fosberg mô tả khoa học đầu tiên năm 1978.